# José Joaquín Pérez
José Joaquín Pérez Mascayano (Santiago del Cile, 6 maggio 1801 – Santiago del Cile, 1º luglio 1889) fu un diplomatico e uomo politico conservatore cileno. Fu presidente del Cile dal 18 settembre 1861 al 18 settembre 1871.
Dopo studi di Giurisprudenza intraprese la carriera diplomatica come segretario della legazione a Washington (1826-1829), fu console a Bruxelles (1829), Londra e Parigi e ministro plenipotenziario a Buenos Aires (1836). Tornato in Cile ed eletto più volte deputato, fu vicepresidente e presidente della Camera dei deputati, ministro delle Finanze (1845) e dell'Interno (1849) col presidente Manuel Bulnes Prieto, senatore e consigliere di Stato col presidente Manuel Montt Torres, vicepresidente e presidente del Senato.
Eletto presidente della Repubblica nel 1861 come candidato di unità nazionale, fu riconfermato nel 1866. Si separò dalla linea conservatrice dei predecessori e cercò la collaborazione dei liberali tollerando i culti acattolici ed emendando la Costituzione per impedire la rielezione del presidente della Repubblica. Avviò la conquista militare e la colonizzazione dell'Araucanía, e fece arrestare l'avventuriero francese Orélie-Antoine de Tounens, che si era proclamato monarca del Regno di Araucanía e Patagonia. Estese la rete ferroviaria e promulgò il Codice di Commercio. Fece da arbitro nella contesa tra Argentina e Gran Bretagna. Appoggiò il Perù nella guerra con la Spagna per il possesso delle isole Chinchas (occupate nel 1864 dagli spagnoli, che rivendicavano il possesso dei territori dell'ex vicereame del Perù), subendo il blocco e poi il bombardamento del porto di Valparaíso da parte della flotta spagnola (31 marzo 1866). La guerra fu conclusa da un armistizio nel 1871, ma le relazioni diplomatiche con la Spagna non furono ristabilite fino al 1882. Nel 1866 firmò con la Bolivia un trattato per stabilire i confini e i diritti di sfruttamento dei giacimenti di salnitro del Deserto di Atacama.
Concluso il mandato presidenziale, fu presidente del Senato nel 1875 e più tardi consigliere di Stato.